# Stezewa
Stezewa (ukrainisch und russisch Стецева, deutsch  und polnisch Stecowa) ist ein Dorf im Osten der ukrainischen Oblast Iwano-Frankiwsk mit etwa 3200 Einwohnern (2001).

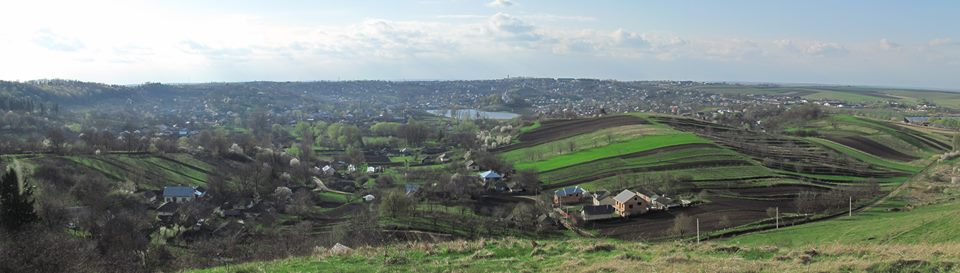
Blick auf das Dorf von Südosten

Das erstmals 1472 schriftlich erwähnte Dorf wurde im 16. und 17. Jahrhundert mehrmals von durchziehenden Tataren zerstört.
Am 12. Juni 2020 wurde das Dorf ein Teil neu gegründeten Stadtgemeinde Snjatyn; bis dahin bildete es zusammen mit dem Dorf Steziwka (Стецівка) die Landratsgemeinde Stezewa (Стецівська сільська рада/Steziwska silska rada) im Nordosten des Rajons Snjatyn.
Am 17. Juli 2020 wurde der Ort Teil des Rajons Kolomyja.
Die Ortschaft liegt an der Grenze zur Oblast Tscherniwzi 12 km nördlich vom ehemaligen Rajonzentrum Snjatyn und 90 km südöstlich vom Oblastzentrum Iwano-Frankiwsk. Durch das Dorf verläuft die Regionalstraße P–20.

## Söhne und Töchter der Ortschaft
- Semen Stefanyk (Семен Васильович Стефаник, 1904–1981) sowjetischer Politiker